# Lista de prefeitos e vereadores de Batatais
Esta é a lista de vereadores e administradores (intendentes e prefeitos) de Batatais, município brasileiro no interior do estado de São Paulo.
O cargo de prefeito foi criado em 11 de abril de 1835, pela assembleia provincial paulista, em reação aos amplos poderes conferidos pelo Código de Processo Criminal de 1832 às câmaras municipais. Seguiram o exemplo paulista seis províncias do nordeste brasileiro (Alagoas, Ceará, Maranhão, Paraíba, Pernambuco e Sergipe).
Sob a vigente ordem constitucional, essa designação é dada ao funcionário público do Poder Executivo municipal, que exerce seu cargo em função de uma legislatura (mandato), sendo para tanto eleito a cada quatro anos, podendo ser reeleito por mais 4 anos (segundo mandato).
Funções
O poder executivo municipal chefia a administração e comanda os serviços públicos, tendo como comandante o prefeito.
A partir da constituição brasileira de 1934, o cargo de prefeito passou a ser o único, em todo o Brasil, ao qual estão atribuídas as funções de chefe do poder executivo do governo local, em simetria aos chefes dos executivos da União e do estado, portanto, em forma monocrática. Este texto quer dizer que deverá haver harmonia e integração de ação entre as esferas envolvidas sem a intervenção de uma na outra, exceto nos casos previstos na Constituição Federal.
Eleições
O prefeito é eleito por sufrágio universal, secreto, direto, em pleito simultâneo em todo o País, realizado a cada quatro anos, no primeiro domingo de outubro.
E trinta dias após tem lugar o segundo turno, se o eleito em primeiro lugar não atingir 50% dos votos válidos mais um voto, no caso de municípios com mais de duzentos mil eleitores.
Conforme a legislação eleitoral atual no Brasil para tornar-se elegível, exige-se uma série de requisitos;
- Possuir nacionalidade brasileira ou portuguesa (neste caso, o cidadão português deve se encontrar amparado pelo Estatuto de Igualdade entre Portugueses e Brasileiros),
- Título de eleitor em dia e estar em gozo pleno do exercício dos direitos políticos,
- Domicilio eleitoral na circunscrição na qual o candidato se apresenta,
- Filiação partidária,
- Ser alfabetizado (tópico invalidado pela atual constituição brasileira de 1988),
- Desincompatibilização de cargo público — Se ocupa um cargo público deve sair seis meses antes das eleições e voltar caso possa só após seis meses ao pleito eleitoral,
- Renúncia de outro mandado até seis meses antes do pleito e não ser parente afim ou consangüíneo, até segundo grau, ou cônjuge de titular de cargo eletivo; pode, entretanto, ser candidato à reeleição (artigo 14 da Constituição),
- Ter idade mínima de 21 anos.

## Prefeitos
Administradores (prefeitos e similares).
| Nº | Nome                                  | Imagem | Partido                                          | Início do mandato | Fim do mandato | Observações                             |
| 1  | Manoel Gustavino de Andrade Junqueira |        | Partido Republicano Paulista PRP                 | 1892              | 1892           |                                         |
| 2  | Alfredo Leitão                        |        | Partido Republicano Paulista PRP                 | 1893              | 1894           |                                         |
| 3  | Joaquim Alves da Costa                |        | Partido Republicano Paulista PRP                 | 1895              | 1895           |                                         |
| 4  | Eduardo Garcia de Oliveira            |        | Partido Republicano Federal PRF                  | 1895              | 1895           |                                         |
| 5  | Geraldo de Aquino Leme                |        | Partido Republicano Federal PRF                  | 1896              | 1896           |                                         |
| 6  | Francisco Bernanrdes Corrêa           |        | Partido Republicano Federal PRF                  | 1897              | 1897           |                                         |
| 7  | Washington Luís                       |        | Partido Republicano Federal PRF                  | 1897              | 1899           |                                         |
| 8  | Renato Jardim                         |        | Partido Republicano Paulista PRP                 | 1900              | 1903           |                                         |
| 9  | José Cândido de Lima                  |        | Partido Republicano Paulista PRP                 | 1904              | 1904           |                                         |
| 10 | José Custódio de Lima                 |        | Partido Republicano Paulista PRP                 | 1905              | 1905           |                                         |
| 11 | Vigilato Augusto Franco               |        | Partido Republicano Paulista PRP                 | 1906              | 1097           |                                         |
| 12 | Vigilato Augusto Franco               |        | Partido Republicano Paulista PRP                 | 1908              | 1908           |                                         |
| 13 | Gabriel de Andrade Junqueira          |        | Partido Republicano Paulista PRP                 | 1909              | 1909           |                                         |
| 14 | Nelson Pereira Viana                  |        | Partido Republicano Paulista PRP                 | 1910              | 1910           |                                         |
| 15 | Arlindo Alberto Lima                  |        | Partido Republicano Paulista PRP                 | 1911              | 1911           |                                         |
| 16 | Manoel Gustavino de Andrade Junqueira |        | Partido Republicano Paulista PRP                 | 1912              | 1913           |                                         |
| 17 | João de Andrade Junqueira             |        | Partido Republicano Paulista PRP                 | 1914              | 1917           |                                         |
| 18 | José de Andrade Junqueira             |        | Partido Republicano Paulista PRP                 | 1918              | 1919           |                                         |
| 19 | Cel. Manoel Victor Nogueira           |        | Partido Republicano Paulista PRP                 | 1920              | 1922           |                                         |
| 20 | José Ordine                           |        | Partido Republicano Paulista PRP                 | 1923              | 1923           |                                         |
| 21 | José Ferreira da Silva                |        | Partido Republicano Paulista PRP                 | 1924              | 1925           |                                         |
| 22 | Cel. Manoel Victor Nogueira           |        | Partido Republicano Paulista PRP                 | 1926              | 1930           |                                         |
| 23 | Francisco Simão da Costa Torres       |        | Partido Republicano Paulista PRP                 | 1930              | 1930           |                                         |
| 24 | José Procópio Meirelles               |        | Partido Republicano Paulista PRP                 | 1931              | 1931           |                                         |
| 25 | José Ordine                           |        | Partido Republicano Paulista PRP                 | 1932              | 1932           |                                         |
| 26 | José Pimenta Neves                    |        | Partido Republicano Paulista PRP                 | 1933              | 1936           | Prefeito nomeado pelo Governo do estado |
| 27 | Cel. Manoel Victor Nogueira           |        | Aliança Liberal AL                               | 1937              | 1937           | Prefeito nomeado pelo Governo do estado |
| 28 | José Arantes Junqueira                |        | Aliança Liberal AL                               | 1937              | 1943           | Prefeito nomeado pelo Governo do estado |
| 29 | Dr. Francisco Arantes Junqueira       |        | Partido Social Democrático PSD                   | 1943              | 1946           | Prefeito nomeado pelo Governo do estado |
| 30 | Américo Gaeta                         |        | Partido Social Progressista PSP                  | 1947              | 1948           | Prefeito nomeado pelo Governo do estado |
| 31 | Dr. Jorge Nazar                       |        | Partido Republicano PR                           | 1949              | 1951           | Prefeito eleito em sufrágio universal   |
| 32 | Alberto Gaspar Gomes                  |        | Partido Trabalhista Brasileiro PTB               | 1952              | 1955           | Prefeito eleito em sufrágio universal   |
| 33 | Mário Martins de Barros               |        | Partido Democrata Cristão PDC                    | 1956              | 1959           | Prefeito eleito em sufrágio universal   |
| 34 | Alberto Gaspar Gomes                  |        | Partido Trabalhista Brasileiro PTB               | 1960              | 1963           | Prefeito eleito em sufrágio universal   |
| 35 | José Olímpio Freiria                  |        | Aliança Renovadora Nacional ARENA                | 1964              | 1968           | Prefeito eleito em sufrágio universal   |
| 36 | José Marcílio Baldochi                |        | Aliança Renovadora Nacional ARENA                | 1969              | 1972           | Prefeito eleito em sufrágio universal   |
| 37 | Rubens Dias de Morais                 |        | Aliança Renovadora Nacional ARENA                | 1973              | 1976           | Prefeito eleito em sufrágio universal   |
| 38 | Antônio Claret Dal Pícolo             |        | Aliança Renovadora Nacional ARENA                | 1977              | 1982           | Prefeito eleito em sufrágio universal   |
| 39 | Geraldo Marinheiro                    |        | Partido do Movimento Democrático Brasileiro PMDB | 1983              | 1988           | Prefeito eleito em sufrágio universal   |
| 40 | Salim Jorge Mansur                    |        | Partido do Movimento Democrático Brasileiro PMDB | 1989              | 1992           | Prefeito eleito em sufrágio universal   |
| 41 | Geraldo Marinheiro                    |        | Partido Liberal PL                               | 1993              | 1997           | Prefeito eleito em sufrágio universal   |
| 42 | José Luis Romagnoli                   |        | Partido da Frente Liberal PFL                    | 1997              | 2000           | Prefeito eleito em sufrágio universal   |
| 43 | Fernando Antônio Ferreira             |        | Partido dos Trabalhadores PT                     | 2001              | 2004           | Prefeito eleito em sufrágio universal   |
| 44 | José Luis Romagnoli                   |        | Partido Trabalhista Brasileiro PTB               | 2005              | 2008           | Prefeito eleito em sufrágio universal   |
| 45 | José Luis Romagnoli                   |        | Partido Trabalhista Brasileiro PTB               | 2008              | 2011           | Prefeito reeleito em sufrágio universal |
| 46 | Eduardo Augusto Silva de Oliveira     |        | Partido Trabalhista Brasileiro PTB               | 2012              | 2015           | Prefeito eleito em sufrágio universal   |
| 47 | José Luis Romagnoli                   |        | Partido Social Democrático PSD                   | 2016              | 2020           | Prefeito eleito em sufrágio universal   |
| 48 | Luis Fernando Benedini Gaspar Júnior  |        | Progressistas PP                                 | 2021              | 2024           | Prefeito eleito em sufrágio universal   |
| 49 | Luis Fernando Benedini Gaspar Júnior  |        | Progressistas PP                                 | 2025              | Atualidade     | Prefeito reeleito em sufrágio universal |

## Vereadores

### Legislatura 2021/2024
Eleitos em 15 de outubro de 2020 para 15 cadeiras na Câmara Municipal de Batatais.
| Partido | Nome                               |
| ------- | ---------------------------------- |
| PSDB    | Júlio Eduardo Marques Pereira      |
| PSB     | Andresa da Silva Furini            |
| PSOL    | Anabella Pavão da Silva            |
| MDB     | Wladimir Menezes                   |
| PSDB    | Marilda de Fátima Covas            |
| PP      | José Maurício Marçal Damascena     |
| PSL     | Claudia Regina Nunes Lança         |
| MDB     | Gustavo Domingos Rastelli          |
| PP      | Rafael Augusto Prodóssimo da Silva |
| PP      | Eduardo Henrique Ricci             |
| PC do B | Paulo Sérgio Borges de Carvalho    |
| PP      | Marcos Nunes Santana               |
| DEM     | Sebastião Santana Júnior           |
| PTB     | Claudio Faria                      |
| PL      | Abdenor Tahan Maluf                |

### Legislatura 2017/2020
Eleitos em 2 de outubro de 2016 para 15 cadeiras na Câmara Municipal de Batatais.
| Partido | Nome                           |
| ------- | ------------------------------ |
| PSDB    | Júlio Eduardo Marques Pereira  |
| MDB     | Wladimir Menezes               |
| PSD     | Miguel Tosti                   |
| PDT     | José Maurício Marçal Damascena |
| PC do B | Reginaldo de Oliveira          |
| PP      | André Luis da Silva            |
| PSB     | Ricardo Mele                   |
| PTB     | José Carlos Barbieri           |
| PTB     | Claudio Faria                  |
| PPS     | Marcelo de Arruda Campos       |
| PV      | Gustavo Domingos Rastelli      |
| PC do B | João Bosco Marques             |
| PSD     | Sebastião Santana Júnior       |
| PT      | Andresa da Silva Furini        |
| MDB     | Maria das Graças Arantes Silva |

### Legislatura 2013/2016
Eleitos em outubro de 2012 para 15 cadeiras na Câmara Municipal de Batatais.
| Partido | Nome                                 |
| ------- | ------------------------------------ |
| PC do B | Reginaldo de Oliveira                |
| PSDB    | Marilda Covas                        |
| PTB     | José Carlos Barbieri                 |
| PPS     | Hélio Pereira                        |
| PSDB    | Tiago Bertanha                       |
| PT      | Andresa Furini                       |
| PTB     | Claudio Faria                        |
| DEM     | Ricardo Mele                         |
| PMDB    | Maria das Graças                     |
| PC do B | João Bosco Marques                   |
| PT      | Ricardo da Fonseca Correa            |
| PTB     | Luís Fernando Benedini Gaspar Júnior |
| PTB     | Valdevino Junior                     |
| PMDB    | Wladimir Menezes                     |
| PPS     | Antonio dos Santos Moraes Junior     |